# Baldenheim
Baldenheim es una localidad y comuna francesa situada en el departamento del Bajo Rin en la región de Alsacia.
A principios del siglo XX se descubrieron en Baldenheim restos de vestimentas militares de la época de los merovingios que se exhiben en el museo de arqueología de Estrasburgo.